# 目暮十三
目暮 十三（めぐれ じゅうぞう）は、『週刊少年サンデー』で連載されている青山剛昌原作の漫画作品、およびそれを原作とするテレビアニメなどのメディアミックス作品『名探偵コナン』の作品に登場する架空の人物。
アニメでの声優は茶風林が担当する。ドラマでの俳優は、西村雅彦（単発第1作）、伊武雅刀（単発第2作・第3作）が担当。
原作とテレビアニメ版の両方に最初から登場しており、警察関係者の中では最古参かつ最多登場で、作中の警察関係者の代表的な人物の1人となっている。劇場版でもほぼ毎回登場するが、第21作『から紅の恋歌』以降は未登場の作品もある。

## 人物
警視庁刑事部捜査第一課強行犯捜査三係の警部にして、毛利小五郎の刑事当時の上司（当時は警部補）。年齢は不詳（41歳の中森警部とは同期）。普段の一人称は「ワシ」、仕事上では「私」。
太ってかなり腹が出ているため、中森に「目暮のタヌキ」と皮肉られているが、劇場版ではこの体形のおかげで命拾いする様子が散見される。勤務中は常に茶色のコートを着用し、ソフト帽を被っている。帽子については横になる際にも被っているほどで、その理由はかつての事件（#妻との馴れ初めを参照）で負った古傷を隠すためとのことだが、実際のところは妻との馴れ初め話を冷やかされたくないためとコナンは考えている。また、他人の恋愛には鈍感だが、部下の佐藤刑事と高木刑事の仲については薄々気付いている模様。
犯罪を憎み、部下や同僚、犯罪者には毅然とした態度で接しており、警察官としての誇りや使命感から感情の起伏が激しくなることもある。その一方で、犯人の動機に同情して複雑な表情を浮かべたり、勘違いから殺人を犯した人物に優しい言葉をかける一面も持っている。
単に厳格というわけではなく、時折冗談を言うこともある。推理力は一般人の範囲を出ておらず、誤った方向に捜査を進めてコナン（新一）や「眠りの小五郎」に訂正され助けられることも多い。
妻のみどりと2人きりになると新婚夫婦のようにデレデレするといったお茶目な一面も持っており、昼食はいつも手作りの愛妻弁当。ホワイトデーにはみどりにマシュマロをサプライズプレゼントする愛妻家である。
白鳥警部と同様、拳銃の腕はあまり高くない。また、機械の類は大の苦手で、高木たちに助け舟を出させることも多い。携帯電話は問題なく使えているが、それでも慣れるまでにかなりの時間を要している。
芸能界や芸術にも疎く、沖野ヨーコが所属していた「アース・レディース」のことを聞いて「殺虫剤か？」と勘違いしたり、ストラディヴァリウスの名前を聞いてもピンと来ないなどの面を見せている。また、高木の発言によると歌唱力も微妙らしく、アニメ82話「人気アーティスト誘拐事件（後編）」では歌唱シーンが追加されている。
英語は自己紹介程度しか喋れないらしく、ジョディ・スターリングに英語で自己紹介した際には「『ポリスマン』の発音が違う」と指摘され、講義を施されていた。
名前が「十三」と判明したのは劇場版第2作『14番目の標的』で、それ以降は原作でも英語で自己紹介の際に「十三」と名乗っている。なお、ソフト帽を被ったまま病院のベッドで寝ていることを少年探偵団に指摘された際には誤魔化していたが、事情を知らない彼らには「髪が薄い」「大きなこぶがある」などと勝手に解釈されていた。
名前の由来はジュール・メグレから。また、コナンに手助けされる形で謎を解いた際には、ジョディから「ジュール・メグレのよう」と評された。
『まじっく快斗』の単行本4巻No.21「ブラックスター」では、新一とともにゲスト出演している。また、『ルパン三世』とのクロスオーバー作品『ルパン三世VS名探偵コナン』においてICPOの銭形警部と友人であることが明らかになった。
小学館学習まんがシリーズの単行本『名探偵コナン推理ファイル エジプトの謎』には、目暮警部と瓜二つのムハンマド警部が登場している。

## 対人関係

### コナン / 新一たち探偵や他の捜査機関関係者との関わり
江戸川コナン（および彼を中心とする少年探偵団）が捜査に介入することについては比較的寛容で、コナンの推理に納得する場合も多く、その小学生らしからぬ発言には疑問を感じつつも一定の信頼を置いている。また、工藤新一の推理力を高く評価しており、彼の父・優作から親子2代にわたって難事件の度に助言を求めていた。
コナンと新一が同一人物であることは知らないため、コナンのことはあくまで「小学1年生にしては優れた着眼点を持っている」という程度にしか認識していない。捜査に新一が姿を見せなくなってからは、小五郎（コナン）の協力によって事件を解決している。現在でこそ小五郎の推理を信頼しているものの、刑事時代の彼にはたびたび苦労させられており、小五郎のせいでほとんどの事件が迷宮入りになってしまった旨をぼやいていた。そのこともあり、探偵業を始めてからの小五郎と殺人の事件現場で居合わせては、偶然にしても極端な頻度から「疫病神」や「死神」などと皮肉っている。

### 妻との馴れ初め
目暮が妻・みどりと出会うきっかけとなったのは、刑事になったばかりの頃（物語開始の20年以上前）に捜査に当たっていた「連続女子高生ひき逃げ事件」である。
「ロンタイ」と呼ばれる、丈を踝まで伸ばしたスカートを穿いた女子高生が無差別に車で当て逃げされるという事件であり、犯人の動機は「ロンタイを穿いていた不良女子高生に恐喝されたことによる逆恨み」だった。この悪質な事件で友人を亡くし、警察へ強い反感を抱いていたみどりは友人の敵を取るため、囮になって犯人を捕まえることを決意し、その護衛を目暮が担当することになった。結果目暮はみどりもろとも犯人に轢かれ頭部を負傷したが、薄れゆく意識の中で逃亡する車のナンバーを記憶し、犯人逮捕の決定打となった。この事件がきっかけとなり、2人は結婚することとなった。
この事件は目暮の刑事人生に大きく影響を与えており、「封印された目暮の秘密」で発生した連続婦女殴打事件では、囮捜査の続行を進言する佐藤や高木に強く反対していた。

### 呼称
周囲からの呼称は、「目暮（上司の松本警視〈当時〉・黒田警視・小田切警視長）」、「（目暮）警部殿・目暮警部（毛利小五郎）」、「警部さん（江戸川コナン・吉田歩美）」、「警部サン（ジョディ）」、「目暮警部（江戸川コナンや毛利蘭など上記以外の人物）」。
阿笠博士と同様に、顔見知りで年下の人物には男女関係なく「君」付けで呼ぶが、差し迫った状況では高木刑事、千葉刑事、佐藤警部補を呼び捨てにする時がある。なお、登場初期はコナンのことを「小僧」と呼んでいたこともあるほか、年上である阿笠にも敬語を使わずに話していたことがある。